# Antoine Raspal

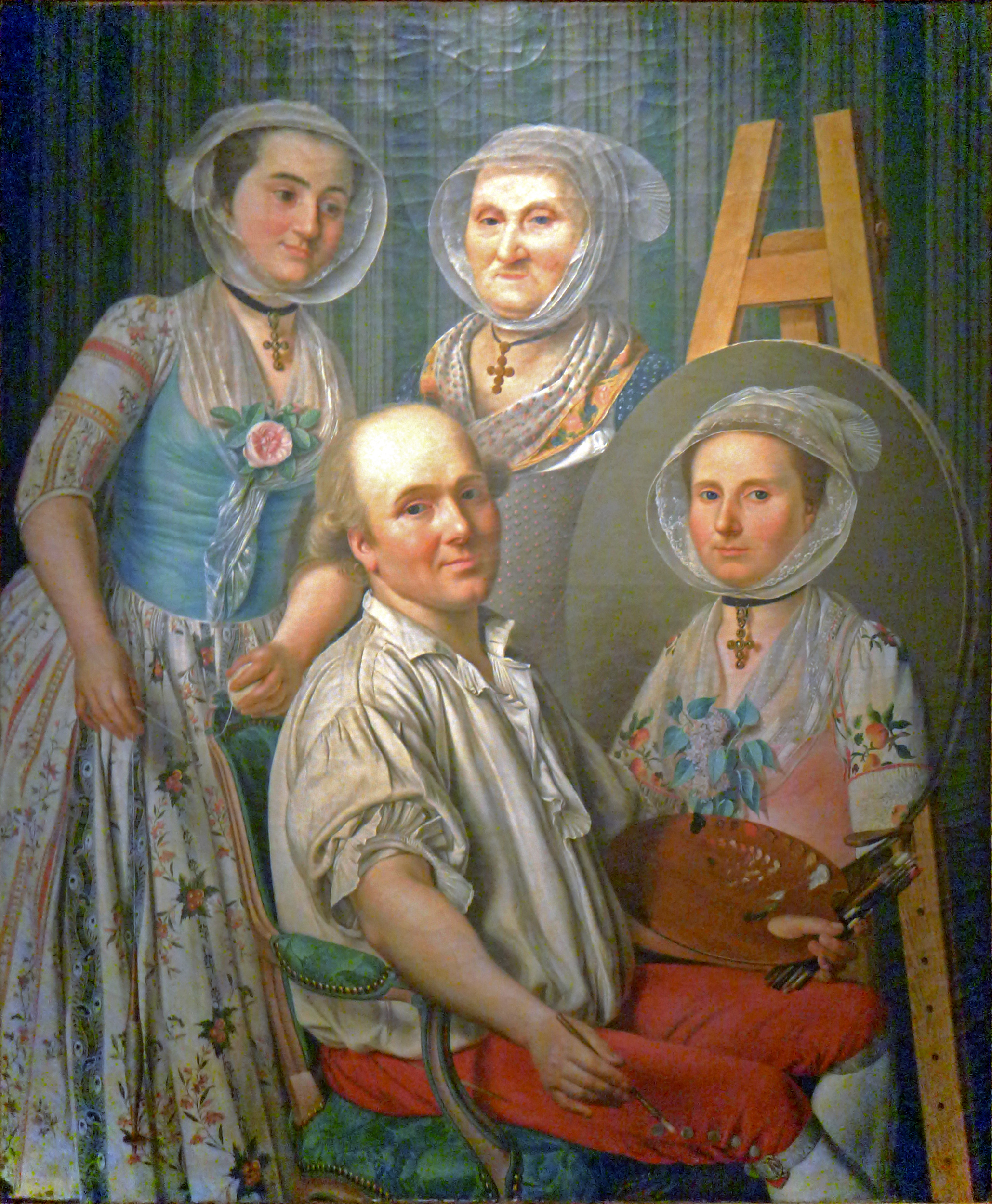
Raspal (zelfportret) met twee familieleden

Antoine Raspal (Arles, 14 november 1738 – Arles, 30 september 1811) was een schilder in Frankrijk tijdens het ancien régime. Zijn favoriete thema was het portretteren van dames uit Arles in traditionele feestkledij. Zijn bijnaam was peintre des Arlésiennes of schilder van dames uit Arles.

## Levensloop
Raspal werd geboren en dezelfde dag nog gedoopt in Arles. Meerdere familieleden van hem woonden in Arles. Volgens de doopakte was zijn vader ‘marchand’ of handelaar. Vader Raspal schilderde in zijn vrije tijd. Raspal werd beroepshalve kunstschilder; hij leerde het vak in Parijs, aan de Académie royale de peinture et de sculpture. In Parijs bleef hij van 1762 tot 1768. Het waren de enige jaren van zijn leven dat Raspal niet in Arles woonde. 
Terug in Arles startte hij een schildersatelier. Zijn klanten waren aristocraten en welgestelde burgers uit de Provence, provincie van het koninkrijk Frankrijk. Zijn stijl stond los van deze van tijdsgenoten. Raspal vond van zichzelf dat hij niet de nieuwe kunstmode van het neoclassicisme moest volgen. Hij gedroeg zich zoals een portretfotograaf vandaag zou doen. De meeste werken van hem zijn portretten van feestelijk geklede dames, en het liefst in traditionele kledij van de Provence. Hij had oog voor detail. Zo zijn minutieus uitgetekend de gelaatsuitdrukkingen, alsook de details van de dure stoffen, de accessoire kledij en huiselijke voorwerpen. Minder frequent schilderde hij mythische en religieuze onderwerpen.
Na de Franse Revolutie stopte hij met portretteren. Mogelijks had hij dan een andere job. Bij zijn dood in 1811 was hij een vergeten schilder. Zijn neef Jacques Réattu (1760-1833) had een grotere bekendheid in de Provence. 
Pas later in de 19e eeuw was er aandacht voor de portretten van Raspal. Schilderijen van zijn hand zijn te bekijken in het Musée Grobet-Labadié in Marseille, en in Arles, in het Museon Arlaten en het Musée Réattu. Laatstgenoemd museum is vernoemd naar de neef van Raspal. Dit museum bezit ook de meeste van de werken van Raspal.
- Bibliothèque nationale de France: cb149724516 (data)
- Gemeinsame Normdatei: 174329792
- International Standard Name Identifier: 0000 0000 6660 0130
- Library of Congress Control Number: nr2002007736
- Nederlandse Thesaurus van Auteursnamen: 153081724
- RKD-Nederlands Instituut voor Kunstgeschiedenis: 65660
- Système universitaire de documentation: 219428190
- Union List of Artist Names: 500008019
- Virtual International Authority File: 5203043
- WorldCat: E39PBJpDKcg9cqYPWFPKdJtkDq